# München–Holzkirchen-vasútvonal
A München–Holzkirchen-vasútvonal egy normál nyomtávolságú, kétvágányú, 36,5 km hosszúságú vasútvonal Németországban München és Holzkirchen között.

## Története

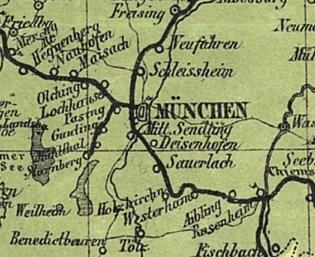
A München körüli fontos vasútvonalak vonalvezetése (1861)

A vasútvonal a Bayerische Maximiliansbahn részeként épült. A München-Holzkirchen szakasz a mai Mangfalltalbahnnal együtt a München-Rosenheim szakaszt alkotja. A München és Rosenheim közötti szakaszt 1840 és 1850 között tervezték. Az első megépített szakasz a München és Hesselohe közötti szakasz volt, amely 1854-től üzemelt. A vonal akkoriban a Max-Friedländer-Bogen/Schrenkstraße magasságában ágazott el dél felé az augsburgi vonalról. A mai Ganghoferstraße területén a vágány dél felé haladt, és a Heimeranplatz állomástól keletre találkozott a Großhesseloher Brücke vonalával. A pályaszakaszt 1860 körül a mai útvonalra cserélték, majd később a régi vonalat bezárták. A Rosenheimbe vezető további útvonalra eredetileg Glonnon és Kirchdorf am Haunpoldon át vezető útvonalat terveztek. Az 1850-es jóváhagyás után a vonal végül Holzkirchenen keresztül épült meg. Ez megfelelt a Joseph Anton von Maffei által 1850-ben alapított vasúti társaság terveinek, amely a vonalat közelebb akarta vinni a Miesbach melletti szénmezőkhöz. A Großhesseloher-híd építése 1851-ben kezdődött, és amikor megnyílt, ez volt a világ második legmagasabb vasúti hídja. 1852-től a bajor állam gondoskodott a finanszírozásról, mivel az egyesület pénzügyi nehézségekbe került. A Rosenheimig tartó teljes vonalat 1857-ben nyitották meg. A rövidebb München-Rosenheim vasútvonal 1871-es megnyitásával a Grafingon keresztül vezető vasútvonal forgalma csökkent. 1891-től a vasútvonalat a folyóval párhuzamosan haladó Isartalbahn keresztezte. 1968-ban a vonalat villamosították. 1981-ben Großhesselohe állomást bezárták, mivel többszöri átépítés után az Isartalbahnt a Großhesseloher Isartal állomással együtt teljes mértékben integrálták az S-Bahn hálózatába.
Ma a vonal a müncheni S-Bahn hálózatába van integrálva, de a Bayerische Oberlandbahn (BOB) vonatai is használják, és Rosenheimbe és Rosenheimből elterelő útvonalként szolgál.

## Útvonal
A vonal a müncheni főpályaudvarról indul nyugat felé az S-Bahn fővonalán. A müncheni Donnersbergerbrücke állomás előtt a vonal kifelé vezető vágányát egy felüljárószerkezeten keresztül vezetik át az S-Bahn fővonal befelé vezető vágánya fölött, hogy a Donnersbergerbrücke állomáson közös peronos csatlakozást tegyenek lehetővé. Közvetlenül a Donnersbergerbrücke után a sínek eltűnnek a föld alatt, és a főpályaudvarról nyugatra vezető vonalak, valamint a főpályaudvarról az Ostbahnhofhoz (Südring) vezető összekötő vonal alatt haladnak, amelyet a vonal követ. A Heimeranplatz után a vonal elfordul a Südringtől, és déli irányban halad, a Sendling és Sendling-Westpark városrészek határát képezve. A Harras és Mittersendling megállók között a München-Pasing állomásról induló csatlakozó vonal a Heimeranplatz óta a vonaltól nyugatra futó vonalra fut be. Ezután eléri Thalkirchen-Obersendling-Forstenried-Fürstenried-Solln településeket. A Solln megálló után a vonalnak van egy elágazása Wolfratshausenbe. Ez az Isartalbahn déli ága, amely eredetileg itt keresztezte a Maximiliansbahnt vágánykapcsolat nélkül. Az Isartalbahn északi ágát felhagyták. A Holzkirchen felé vezető vonal most kelet felé halad, a Großhesseloher-hídon keresztezi az Isart, és átkel a Perlacher Forston. Deisenhofenben találkozik a München Ost–Deisenhofen-vasútvonallal. A következő megállóig Sauerlachban folytatódik.

## Forgalom
A vasútvonalat a Müncheni S-Bahn 7-es járata, továbbá a Bayerische Oberlandbahn és a Meridian szerelvényei érintik.

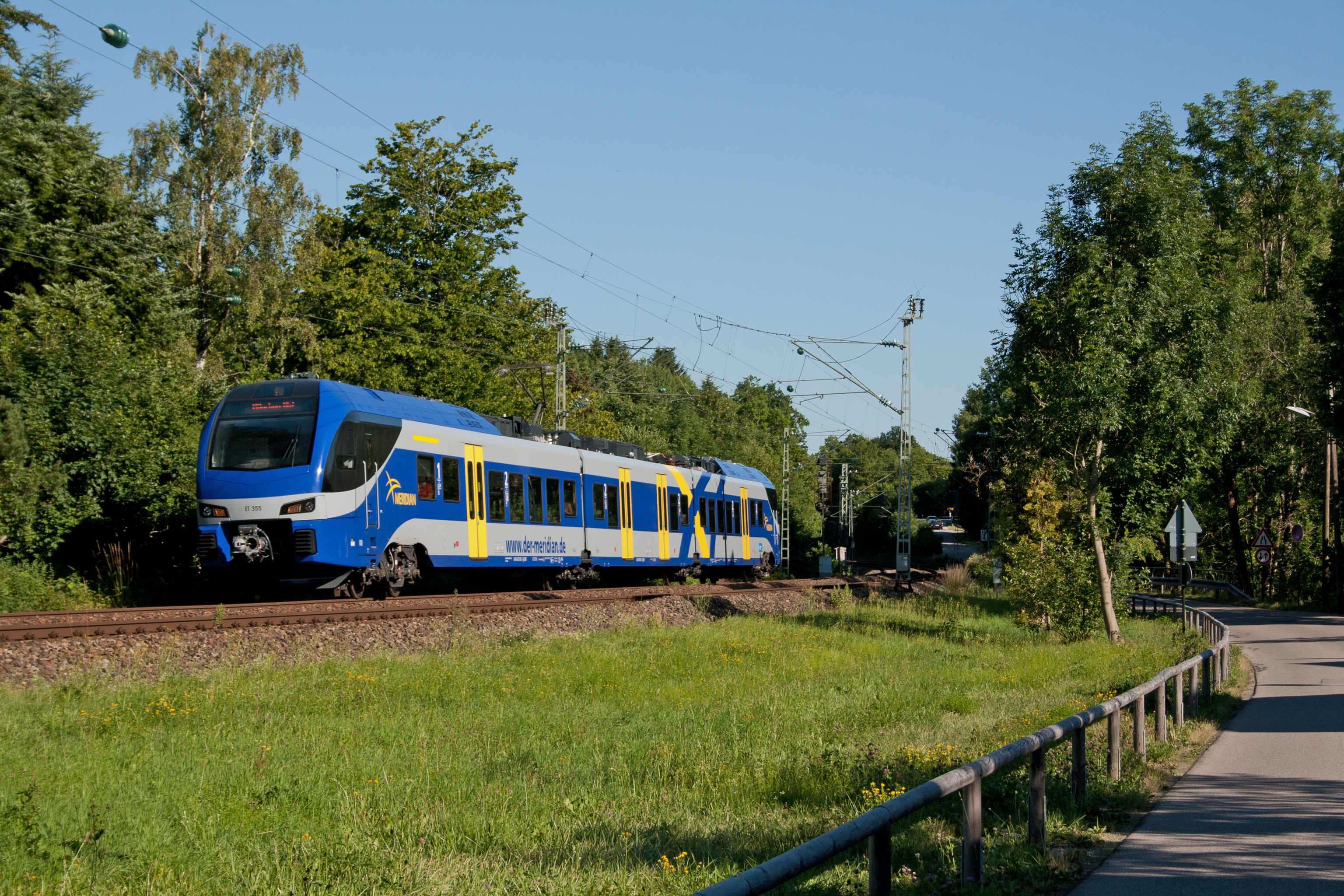
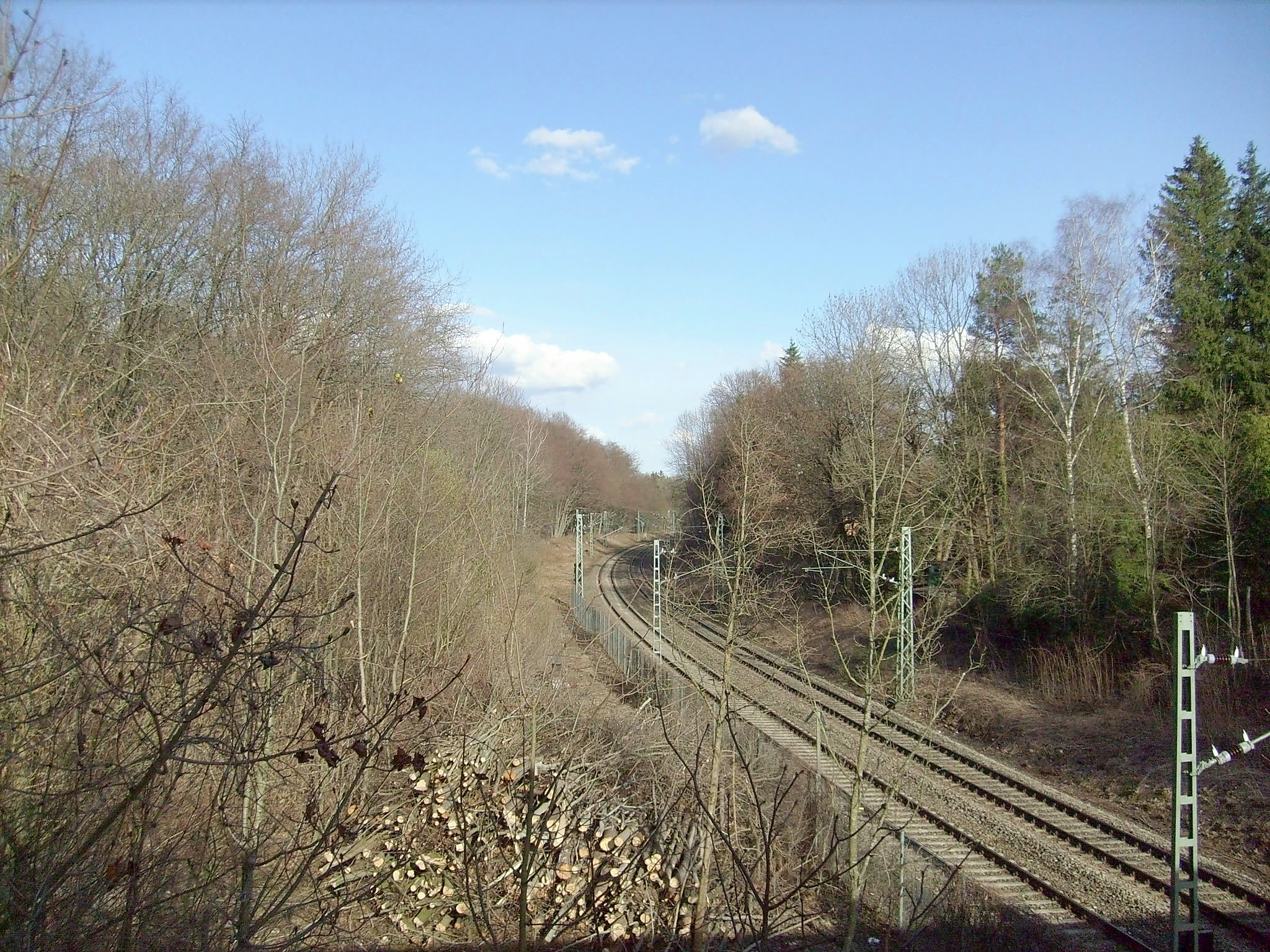
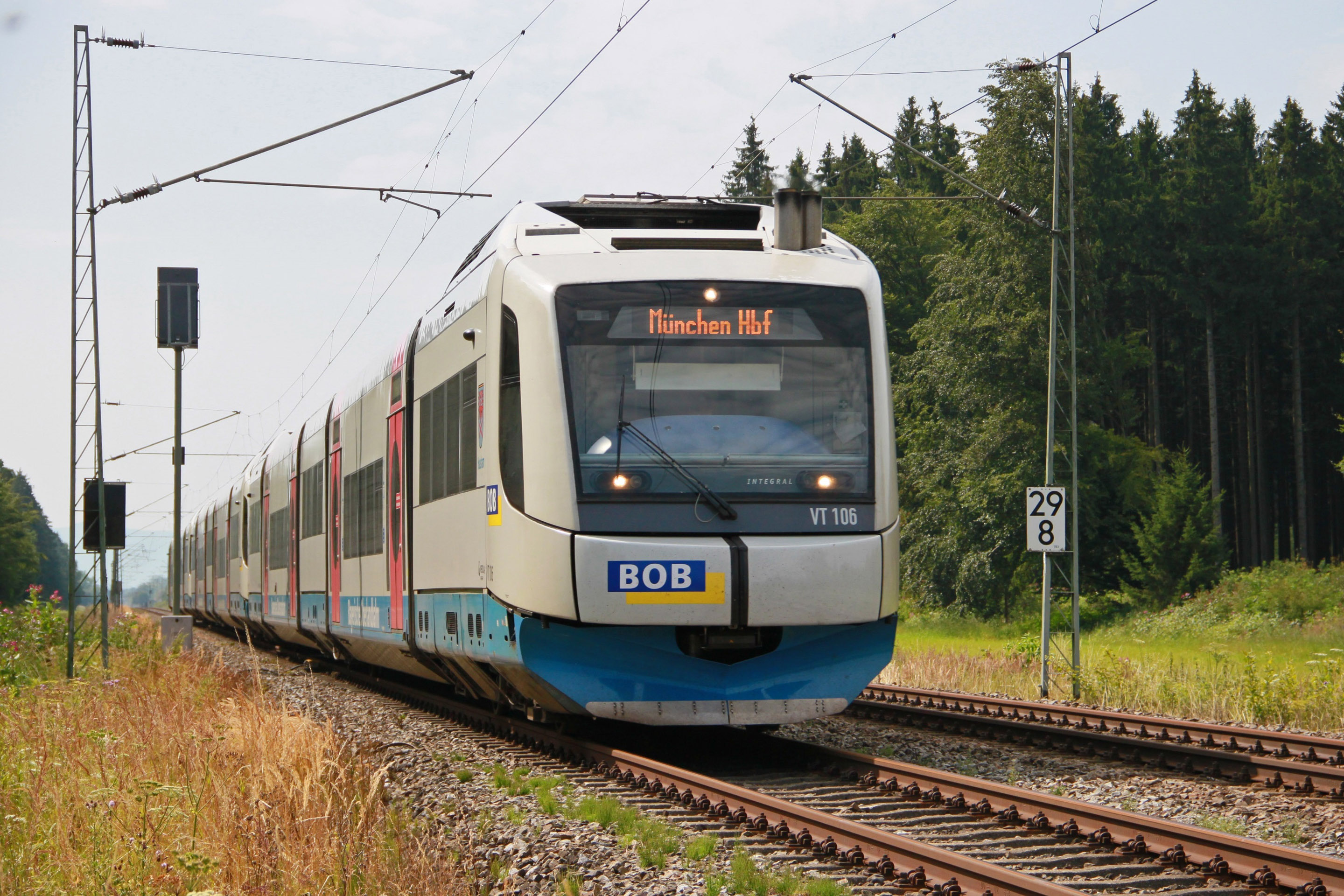
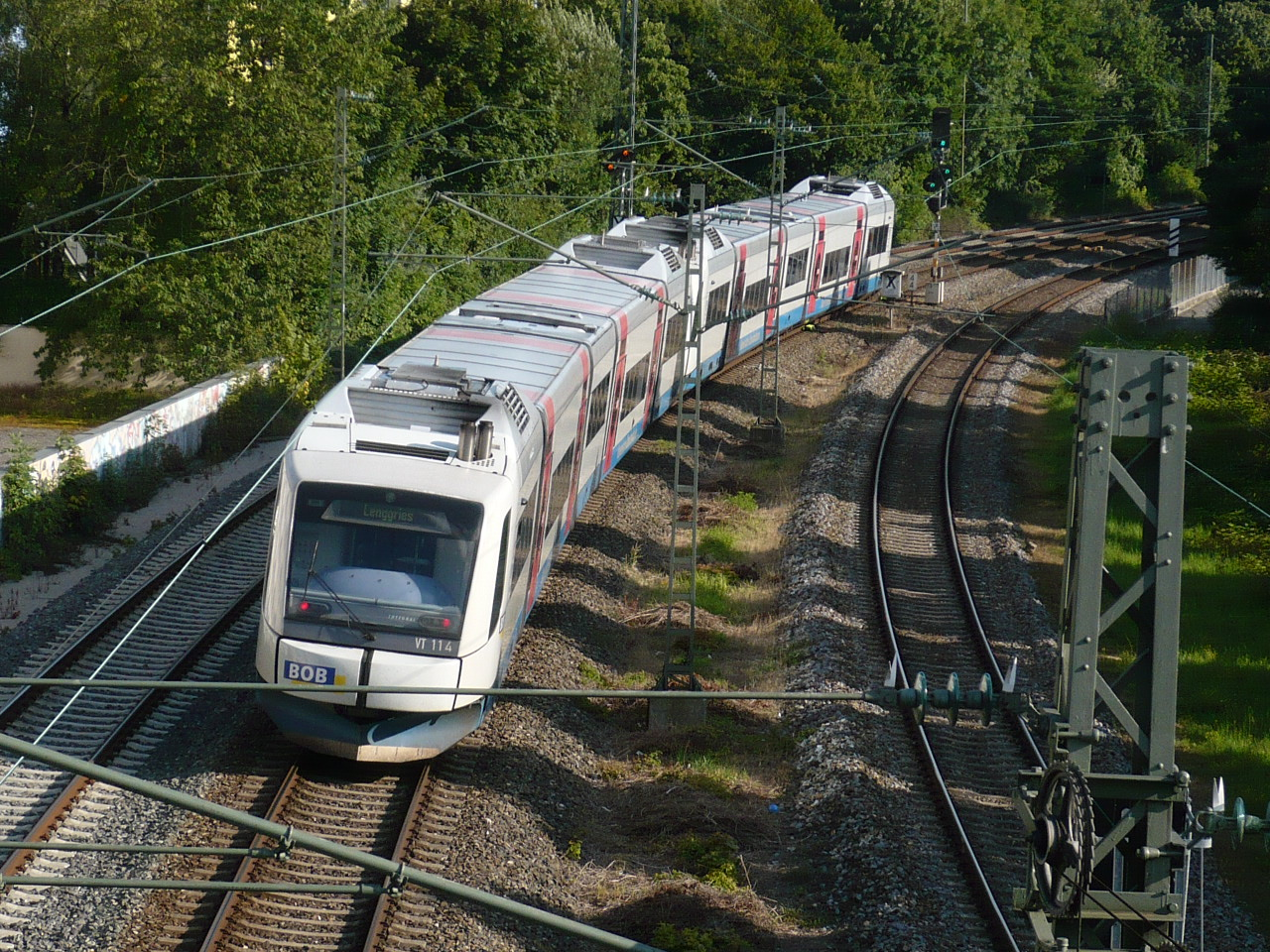
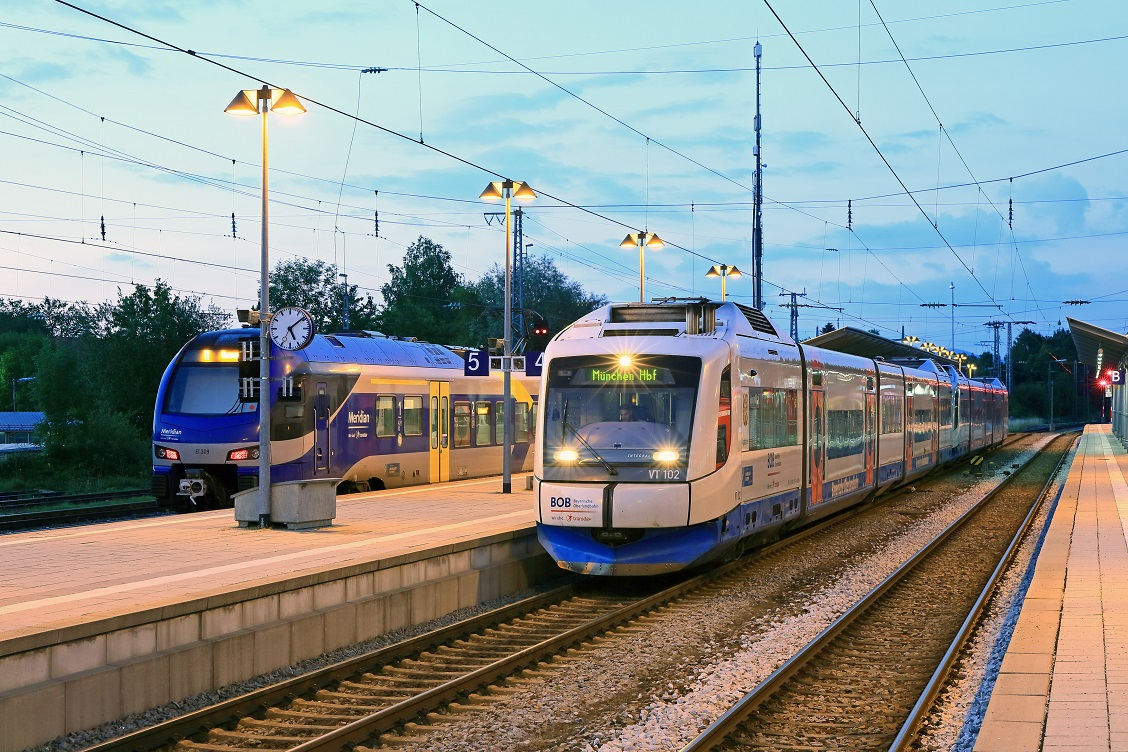